# Fofoa
Fofoa (auch: Fofoua) ist eine Insel in der tonganischen Inselgruppe Vavaʻu. Auf der Insel befindet sich das „The Beach House & Coral Cottage“.

## Geographie
Fofoa ist eine der westlichsten Inseln im Archipel Vavaʻu. Sie liegt am westlichen Rand des Atolls, in der Verlängerung der Insel Hunga und bildet mit ihr zusammen eine eigene Inselgruppe und eine kleine Lagune, in der die „kleinen Schwestern“ Valetoamamaha und Valetoakakau liegen. Kalau bildet am Westrand den Übergang zwischen Fofoa und Hunga. Im Süden verläuft der Ava-Pulepulekai-Kanal, der weit ins Zentrum der Inselgruppe und bis ins Zentrum der Hauptinsel führt. Im Süden schließt sich ein Riff an, welches bald in den Inseln Foelifuka und Foeata ausläuft.

## Klima
Das Klima ist tropisch heiß, wird jedoch von ständig wehenden Winden gemäßigt. Ebenso wie die anderen Inseln der Vavaʻu-Gruppe wird Fofoa gelegentlich von Zyklonen heimgesucht.